# السياسة الاجتماعية لإدارة جو بايدن
تهدف السياسة الاجتماعية لإدارة جو بايدن إلى تطوير المساواة العرقية من خلال الأوامر التنفيذية.

## إنفاذ القانون والعدالة

### عقوبة الإعدام
بايدن هو أول رئيس يعارض عقوبة الإعدام بشكل صريح.

### سياسة التعامل مع الأسلحة
وعد الرئيس جو بايدن بإدخال سياسات أكثر صرامة للسيطرة على السلاح، كما أن لنائبته، كامالا هاريس، تاريخ طويل في اتخاذ الإجراءات الصارمة تجاه الأسلحة خلال فترة عملها كمدعية عامة لولاية كاليفورنيا. بسبب المخاوف من وصول بايدن للحكم وسيطرة الحزب الديموقراطي على الكونغرس ونيته سن تشريع شامل لإصلاح القوانين الخاصة بامتلاك الأسلحة، أبلغ أصحاب محلات الأسلحة في جميع أنحاء الولايات المتحدة الأمريكية عن حدوث زيادة كبيرة في مبيعات الأسلحة في الأسبوعين الذين سبقا حفل تنصيب جو بايدن رئيسًا للولايات المتحدة، وخاصة محلات الأسلحة النارية في ولايات كاليفورنيا وفرجينيت ونينيسي ومونتانا وفلوريدا، إذ شهدت بعض المحلات في هذه الولايات تشكل طوابير من المستهلكين الراغبين بشراء الأسلحة على أبوابها قبيل تسليم ترامب كرسي الرئاسة لخلفه بايدن.

## الهجرة

### حظر السفر
كان بايدن معارضًا صريحًا لقانون حظر السفر المثير للجدل الذي فرضه الرئيس الخامس والأربعين للولايات المتحدة، دونالد ترامب، والذي فرض قيودًا على هجرة مواطني البلدان ذات الأغلبية المسلمة والدول التي يغلب عليها الطابع الأفريقي. في أول أيامه في البيت الأبيض، أصدر بايدن الإعلان الرئاسي رقم 10141، الذي ألغى الأمر التنفيذي 13382، والإعلان الرئاسي 9645، و 9723، و 9983 التي تم بموجبها حظر سفر مواطني البلدان ذات الغالبية المسلمة.

## الصحة

### التأهب للأوبئة
أعلنت إدارة جو بايدن عن تخصيص 1.2 مليار دولار لجهود السلامة الصحية العالمية ومنع أي جائحات مستقبلية، حيث يسعى لتوقيع شراكة مع 100 دولة للمشاركة في هذا البرنامج.

### الماريجوانا الطبية
منذ أواخر القرن العشرين ، كانت هناك حركة متنامية في الولايات المتحدة لإضفاء الشرعية على الماريجوانا. في عام 1996، وكانت ولاية كاليفونيا أول ولاية توافق على إلغاء تجريم استخدامه طبياً حيث أصدرت أخباراً على ذلك، وسمح لاحقًا بالماريجوانا الطبية في ولايات أخرى. ثم في عام 2012 ، أقرت واشنطن وكولورادو مبادرات اقتراع لإضفاء الشرعية على الماريجوانا الترفيهية. بحلول عام 2019 ، سمحت أكثر من 30 ولاية أمريكية ببعض استخدام الماريجوانا - رغم أنها ظلت غير قانونية على مستوى الدولة.

## حقوق مجتمع الميم
خلال حملته الإنتخابية لرئاسة الولايات المتحدة في عام 2020، تعهد جو بايدن بدعم التشريعات والإجراءات التي تحظر التمييز ضد المتحولين جنسيًا وتكافح جرائم الكراهية التي تستهدف المثليين بما في ذلك العنف والمضايقات ضد المتحولين جنسيًا. يدعم بايدن أيضًا قانون تحسين المدارس الآمنة المتعلق بمكافحة التنمر.
بعد توليه منصب رئيس الولايات المتحدة، وقع جو بايدن الأمر التنفيذي 13988 الذي يهدف إلى منع ومكافحة التمييز القائم على أساس الهوية الجنسية أو التوجه الجنسي والإنفاذ الكامل للمادة السابعة من قانون الحقوق المدنية لعام 1964 والقوانين الأخرى التي تحظر التمييز القائم على أساس الهوية الجنسية أو التوجه الجنسي. يسعى بايدن أيضًا إلى تطبيق ما توصلت إليه المحكمة في قضية بوستوك ضد مقاطعة كلايتون (2020) إذ رأت المحكمة العليا أن حظر المادة السابعة للتمييز «بسبب.. الجنس» يشمل التمييز القائم على أساس الهوية الجنسية والتوجه الجنسي.

## العلاقات العرقية
ركز بايدن، خلال الأيام الأولى من استلامه لمنصب رئيس الولايات المتحدة الأمريكية، على قضية المساواة العرقية أكثر من أي رئيس آخر منذ ليندون جونسون، الذي أصدر قانون الحقوق المدنية لعام 1964. تبنى بايدن، الذي كان يشغل منصب نائب الرئيس باراك أوباما (أول رئيس أمريكي من أصول أفريقية)، السياسات الاجتماعية التي اتبعها رئيسه السابق واستمر بتطبيقها.

### الأمريكيون من أصل أفريقي
أصدر بايدن الأمر التنفيذي رقم 13985 الذي يعزز المساواة العرقية ويدعم المجتمعات المحرومة من خلال الحكومة الفيدرالية. ألغى بايدن الأمر التنفيذي رقم 13958 الذي أقره ترامب، والذي أنشأ البعثة 1776 المثيرة للجدل والهادفة لمواجهة النظرية العرقية النقدية التي انطلقت من مشروع 1619.